# Vanessa Villela
Vanessa Villela (Ciudad de México, 28 de enero de 1978) es una actriz mexicana.

## Trayectoria

### Cine
| Año  | Título         | Papel   | Notas        |
| ---- | -------------- | ------- | ------------ |
| 2005 | Tres           | Jacinda | Cortometraje |
| 2018 | En Altamar     | Isabel  |              |
| 2019 | Súper Bomberos | Teresa  |              |

### Televisión
| Año       | Título                       | Rol                                |
| --------- | ---------------------------- | ---------------------------------- |
| 1992-1993 | Mágica juventud              | Alicia Talamonti Cuadrado          |
| 1997      | Amada enemiga                | Sara                               |
| 1998      | Gotita de amor               | Naila                              |
| 1999      | Romántica obsesión           | Leticia                            |
| 2000      | Ellas, inocentes o culpables | Cristina                           |
| 2000-2001 | El amor no es como lo pintan | Cynthia Rico                       |
| 2002-2003 | Súbete a mi moto             | Renata Toledo                      |
| 2003      | Un nuevo amor                | Patricia                           |
| 2005      | El cuerpo del deseo          | Ángela Donoso / Catalina de Donoso |
| 2006      | Amores de mercado            | Mónica Savater / Raquel Savater    |
| 2010-2011 | Eva Luna                     | Victoria Arismendi                 |
| 2011-2012 | Una maid en Manhattan        | Sara Montero                       |
| 2014      | En otra piel                 | Elena Serrano                      |
| 2016      | El Chema                     | Emiliana Contreras                 |
| 2016-2017 | El señor de los cielos       | Emiliana Contreras                 |
| 2017      | Milagros de Navidad          | Margaret Anderson                  |

### Teatro
- El protagonista (2002)

## Premios y nominaciones

### Premios Tu Mundo
| Año  | Categoría         | Telenovela            | Resultado |
| ---- | ----------------- | --------------------- | --------- |
| 2012 | La mala más buena | Una maid en Manhattan | Nominada  |
| 2014 | La mala más buena | En otra piel          | Nominada  |